# Województwo krakowskie (Królestwo Polskie)

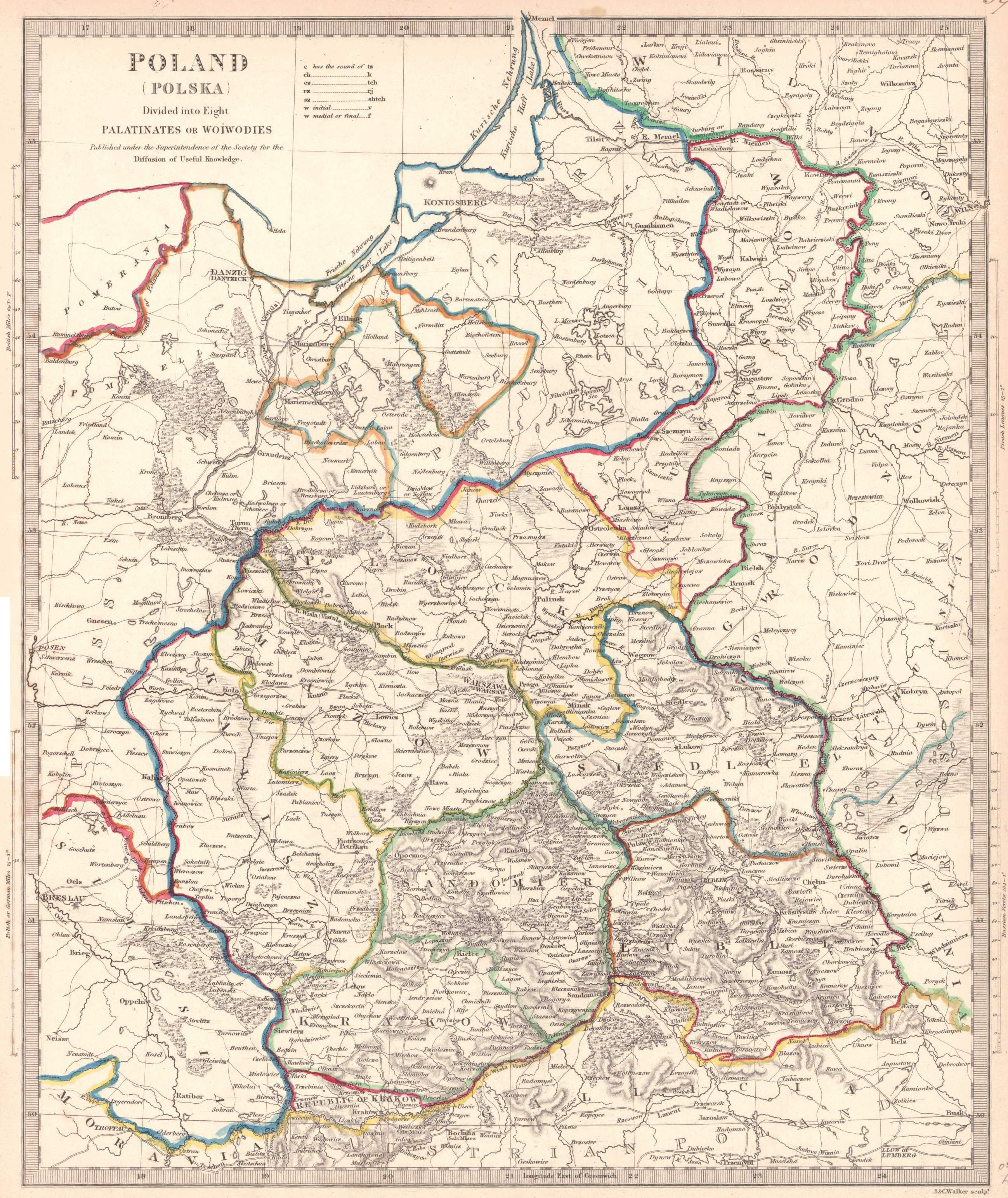
Królestwo Polskie, mapa, Londyn 1831

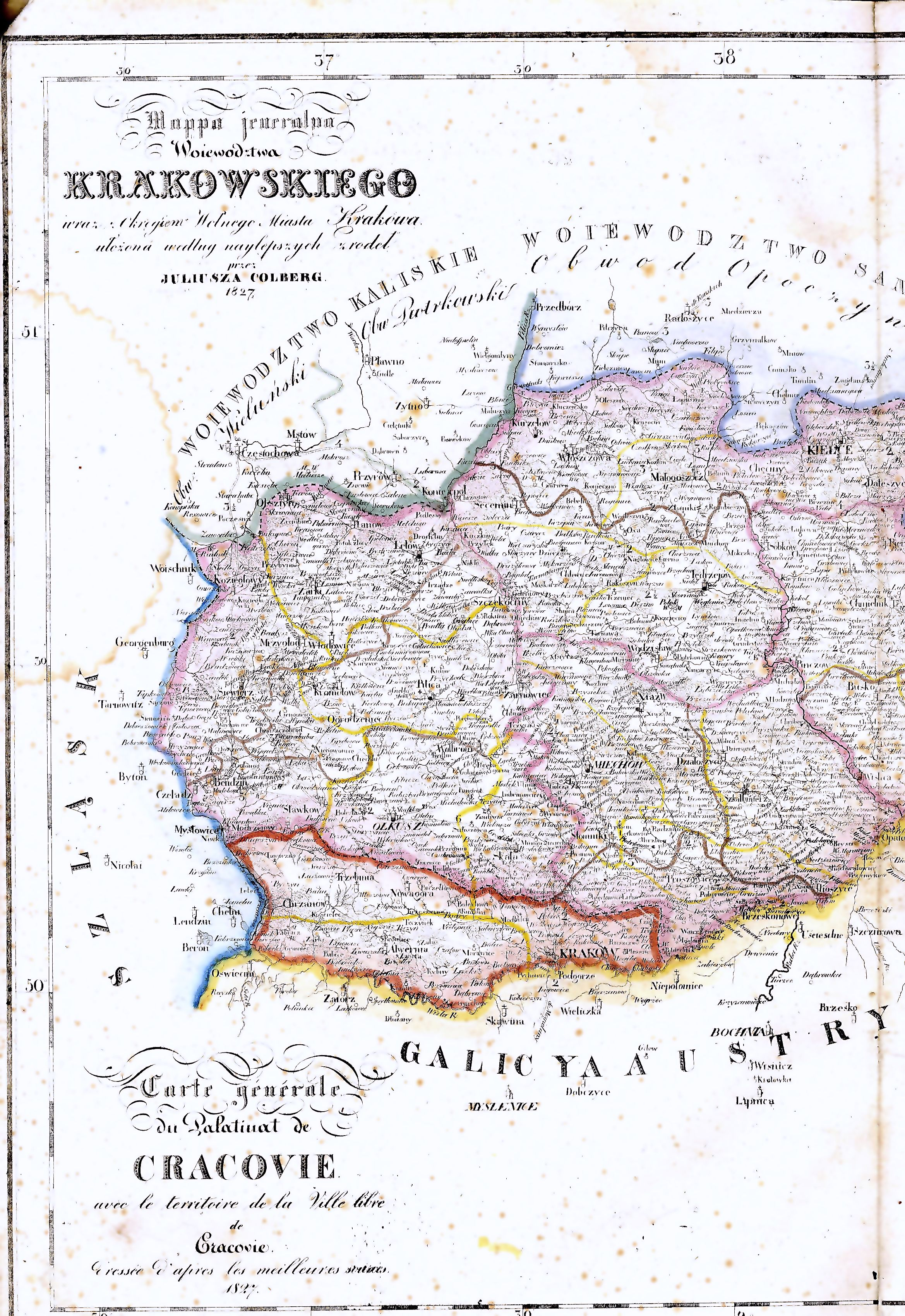
Województwo krakowskie w 1827 (część zachodnia)

Województwo krakowskie – województwo Królestwa Polskiego istniejące w latach 1816–1837 (oraz 1863-1864) ze stolicą przejściowo w Miechowie, następnie od 6 grudnia 1816 w Kielcach. Ukazem Mikołaja I z 23 lutego/7 marca 1837 r. zostało przemianowane na gubernię krakowską.
Województwo dzieliło się na 4 obwody i 10 powiatów:
- obwód kielecki
  - powiat kielecki
  - powiat jędrzejowski
- obwód miechowski
  - powiat krakowski – utworzony z części krakowskiego i hebdowskiego (Proszowice i Nowe Brzesko), które nie weszły w skład Wolnego Miasta Kraków
  - powiat miechowski
  - powiat skalbmierski (wówczas szkalbmierski)
- obwód olkuski
  - powiat lelowski
  - powiat olkuski
  - powiat pilicki (wówczas pilecki)
- obwód stopnicki
  - powiat stopnicki (wówczas stobnicki)
  - powiat szydłowski

W czasie powstania styczniowego Rząd Narodowy dnia 28 marca 1863 r. ogłosił Regulamin władz administracyjnych w byłym Królestwie Kongresowym. Według regulaminu zniesiono podział administracyjny na gubernie, a zamiast tego byłe Królestwo Kongresowe podzielono na osiem województw w granicach z 1816 r. Na części terenów guberni radomskiej przywrócono województwo krakowskie w granicach z 1816 r.